# Laophonte ifalukensis
Laophonte ifalukensis är en kräftdjursart som beskrevs av Vervoort 1964. Laophonte ifalukensis ingår i släktet Laophonte och familjen Laophontidae. Inga underarter finns listade i Catalogue of Life.